# Panda Bear (album)
Panda Bear je první sólové studiové album amerického hudebníka Noaha Lennoxe, který vystupuje pod pseudonymem Panda Bear. Vydáno bylo 1. června roku 1999 společností Soccer Star Records (toto vydavatelství původně vzniklo pouze k vydání této desky) a jeho producentem byl spolu s Lennoxem Josh „Deakin“ Dibb.

## Seznam skladeb
1. Inside a Great Stadium and a Running Race – 5:49
2. Mich mit einer Mond – 4:10
3. On the Farm – 4:00
4. Ohne Titel – 2:38
5. Fire! – 2:44
6. O Please Bring Her Back – 3:35
7. Ain't Got No Troubles – 3:59
8. Winter in St. Moritz – 2:13
9. Liebe auf den Ersten Blick – 4:41
10. A Musician and a Filmmaker – 4:30
11. We Built a Robot – 3:16
12. Sometimes When It Hurts Bad Enough It Feels Like This – 4:01
13. A Lover Once Can No Longer Now Be a Friend – 5:11
14. Ohne Titel – 2:50